# Henri Saint Cyr
Henri Julius Reverony Saint Cyr (15. březen 1902, Stockholm – 27. červenec 1979, Kristianstad) byl švédský voják a sportovní jezdec na koni. Získal čtyři zlaté olympijské medaile, všechny v drezúře, z toho dvě individuální a dvě týmové. První dvě zlata získal na olympijských hrách v Helsinkách roku 1952, druhé dvě na olympiádě v Melbourne roku 1956 (závod se ovšem konal ve Stockholmu). Zúčastnil se pěti po sobě jdoucích letních olympiád, navíc přerušených druhou světovou válkou (1936-1960).